# Estradizione svedese dei soldati baltici
L'estradizione svedese dei soldati baltici, in Svezia nota come estradizione dei balti (in svedese: baltutlämningen), è un controverso evento politico che ebbe luogo nel 1945-1946, quando il Paese scandinavo estradò 146 volontari e coscritti lettoni ed estoni delle Waffen-SS che erano stati reclutati dalla Germania nazista per combattere l'Unione Sovietica durante la seconda guerra mondiale.

## Contesto storico e processo di estradizione

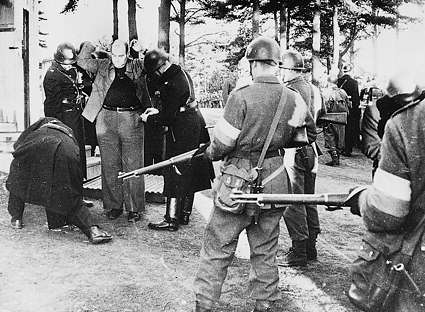
Soldati tedeschi e baltici vengono estradati verso il campo di detenzione di Eksjö. Gli ufficiali svedesi in nero erano parte della polizia civile, mentre gli uomini sullo sfondo col cappotto scuro sono soldati

Il 2 giugno 1945 l'Unione Sovietica chiese alla Svezia di estradare tutti i soldati affiliati all'Asse. Il protocollo del governo emesso il 15 giugno è stato tenuto segreto fino alla sua pubblicazione, avvenuta il 19 novembre dello stesso anno. Il documento fu votato dalla maggior parte delle forze parlamentari e dal Partito Comunista Svedese, il quale intendeva adottare una risoluzione ancor più radicale ed estradare tutti i rifugiati civili nei rispettivi Paesi baltici di appartenenza.
La maggior parte dei soldati baltici estradati erano lettoni che erano fuggiti dalla sacca di Curlandia. Quando raggiunsero la Svezia, coloro che vestivano un'uniforme furono trasferiti in campi di detenzione. L'estradizione nell'Unione Sovietica ebbe luogo il 25 gennaio 1946 nel porto di Trelleborg: il trasporto avvenne per mezzo del piroscafo Beloostrov. Al ritorno in patria, gli uomini furono brevemente stipati in un campo a Liepāja, una cittadina a sud della Lettonia, e successivamente spostati. I dati sono contrastanti, ma le fonti più autorevoli confermano almeno 50 arresti tra il 1947 e il 1954 e condanne emesse solitamente per 10-15 anni di reclusione.
La Svezia estradò anche circa 3000 soldati tedeschi, seguendo le disposizioni vigenti sui prigionieri di guerra. Il trattamento dei popoli baltici fu tuttavia più complesso e controverso, poiché le autorità russa li consideravano cittadini sovietici (l'Unione Sovietica aveva occupato i tre stati baltici indipendenti nel 1940) e dunque considerava i ribelli alla stregua di traditori: ben presto si diffuse tra gli internati la paura di condanne capitali. Due ufficiali lettoni si suicidarono e altri tentarono di farlo. Non mancarono casi di automutilazione.
Tra i prigionieri, il tenente colonnello Kārlis Gailītis e il capitano Ernsts Keselis furono effettivamente condannati a morte salvo poi subire una diversa sorte e conversione della pena in 17 anni di lavori forzati. Altri tre soldati di rango inferiore furono condannati a morte e giustiziati nel 1946.

## Eventi successivi
Nel 1970 il regista Johan Bergenstråhle realizzò una pellicola sulla questione intitolata Una tragedia baltica (in svedese Baltutlämningen). Il film è basato sul testo scritto nel 1968 Legionärerna: En roman om baltutlämningen da Per Olov Enquist (titolo inglese: The Legionnaires: A Documentary Novel) che aveva vinto il Premio letterario del Consiglio nordico: l'autore ha collaborato alla realizzazione della sceneggiatura.
Il 20 giugno 1994, 40 dei 44 sopravvissuti estradati (35 lettoni, 4 estoni e 1 lituano) hanno accettato un invito a visitare la Svezia. Furono accolti da re Carlo XVI Gustavo di Svezia presso il Palazzo Reale di Stoccolma. Il ministro degli affari esteri svedese Margaretha af Ugglas ha pubblicamente dichiarato che il governo svedese è d'accordo con le critiche alla decisione e esprime rammarico per le ingiustizie subite.
A Trelleborg, tra il 1999 e il 2000, è stata realizzata tra il 1999 da Christer Bording la scultura commemorativa di una "nave per rifugiati incagliata".